# Петерсен, Йонатан
Андреас Ионатан Кристофер Петерсен (дат. Andreas Jonathan Kristoffer Petersen; 7 мая 1881, Паамиут, Сермерсоок — 22 августа 1961, Нуук) — гренландский композитор, поэт, музыкант, автор песен, педагог и филолог, автор обоих национальных гимнов Гренландии.

## Жизнь и творчество
Родился в семье лютеранского катехета Ларса Аполлуса Петерсена (1845—1921) и Люсии Христенс Эгеде (1848—1934). Старший брат Й. Петерсена — Павиа Петерсен (род. 1876) — был политиком и членом Государственного совета. Отец Ионатана был учеником известного датского лингвиста Самуэля Клейншмидта, работавшего в Гренландии. От отца Йонатан унаследовал интерес к гренландскому языку. В 1897—1903 годах Йонатан учится в «Гренландской семинарии» в Нууке (тогда — Готхоб), и с 1904 года становится в этом городе учителем. В 1910—1911 годах получает в Дании музыкальное образование (с отличием) и становится органистом. Вплоть до 1946 года Й. Петерсен служит органистом в соборе Нуука, оставив после себя многочисленных учеников. Памятник ему в Нууке установлен перед этой церковью.  
Как автор Й. Петерсен издаёт сборник гренландских песен, а также, сделав перевод нескольких небольших рассказов, также учебник по орфографии гренландского языка. Был автором ряда статей по изучению гренландского языка в местной прессе. В 1951 году он выпускает в свет Ordbogeeraq, словарь гренландского языка. Поэтические произведения Й. Петерсена, созданные в датской литературной традиции, содержат в себе тексты, написанные специально для гренландцев. Однако наиболее он известен как автор обоих национальных гимнов Гренландии. Если в одном из них (Nunarput utoqqarsuanngoravit) Петерсен написал музыку, то во втором — Nuna asiilasooq — он был создателем и музыки, и текста. 
В 1926 году Й. Петерсен временно становится депутатом гренландского парламента (Ландсрада). В 1948 он был награждён датской серебряной медалью «За заслуги» (Fortjenstmedaljen), а в 1952 году — как первый гренландец — медалью Ingenio et Arti. Награждён также датским орденом Данеброг.

## Семья
В июне 1904 года И. Петерсен вступает в брак с Марией Еленой Линге (1882—1911), дочерью писателя Сёрена Линге. В этом браке родились два мальчика, Павиа и Арон Ларс, и девочка Шарлотта Ана. После смерти первой жены, Петерсен в ноябре 1912 года женится вторично, на Болетте Софии Хейльман. У них родились 10 детей, 9 девочек и последний, мальчик.

## Сочинения (избранное)
- 1914: Metrik'
- 1921: Kalaallisut allanneq
- 1944: Ukiut tuusintillit
- 1951: Ordbogeeraq
- 1956: Jonathan Petersen
- 1957: Inuunerup sarfaani